# Polina Antip'evna Strepetova
Polina Antip'evna Strepetova, nota anche come Pelageja Strepetova (in russo Поли́на (Пелаге́я) Анти́пьевна Стре́петова?, Polina (Pelageja) Antip'evna Strepetova; Nižnij Novgorod, 1850 – Pietroburgo, ottobre 1903), è stata un'attrice teatrale russa, una delle maggiori interpreti drammatiche della storia del teatro russo.

## Biografia
Nacque nell'ottobre 1850 (intorno al giorno 4 secondo il calendario giuliano) a Nižnij Novgorod considerando che adottò come proprio compleanno la data in cui fu accolta dai suoi genitori adottivi, in particolare il padre, lavoratore nel campo del teatro.
Studiò recitazione da autodidatta e fu influenzata dall'estetica di V. G. Belinskij e N. A. Dobroljubov. Già a 7 anni apparve in un ruolo da bambina sul palco del teatro della sua città. Fu ispirata dalla visione dell'interpretazione dell'attrice L. P. Nikulina-Kosickaja, che sarebbe rimasta per lei un modello da perseguire. Iniziò a recitare nel 1860 su palcoscenici di provincia, principalmente in operette e vaudeville, generi a lei poco congeniali. La svolta arrivò sul palco di Samara, dove poté spiccare come Verochka (La figlia di P. D. Boborykin), Liza (Che disgrazia l'ingegno! di A. S. Griboedov), Dunja (Non ti sedere sulla slitta non tua di A.N. Ostrovskij) e Lizavetta (Un amaro destino di A. F. Pisemskij). Nel 1872 fece un debutto trionfale nel ruolo di Anneta in un'opera di N.I. e N.N. Kulikov, a Kazan', con la compagnia di P. M. Medvedev, pietra miliare che l'avrebbe accompagnata per tutta la sua carriera. Nella primavera del 1873 si esibì per la prima volta in un teatro moscovita - il Teatro pubblico. In seguito si esibì anche al Circolo Artistico, che restringeva le sue possibilità interpretative, e al più congeniale Teatro Puškin di A. A. Brenko. Nel '76 partecipò a uno spettacolo di beneficenza di E. M. Levkeeva al Teatro Aleksandrinskij di San Pietroburgo, palcoscenico su cui avrebbe lavorato tra il 1881 e il 1890. Nonostante il successo in pièce classiche e nuove (nei ruoli di Stepanida in un'opera di V. A. Krylov tratta da un romanzo di A. A. Potechin; di Kručinina in Colpevoli senza colpa di Ostrovskij; di Anna Petrovna in Ivanov di A. P. Čechov) si dimise (o il suo contratto non venne rinnovato) tornando a recitare soprattutto nei teatri di provincia, a causa di frizioni con la dirigenza conservatrice del Teatro Aleksandrinskij e del suo forte temperamento. La morte di Ostrovskij nel 1886, che aveva addirittura scritto parti appositamente per lei, rappresentò una battuta d'arresto per la sua carriera. Dopo aver girato le province e i palchi privati delle capitali, nella stagione 1895/1896 fu al teatro di A. S. Suvorin nei panni di Matrëna in La potenza delle tenebre di L. N. Tolstoj, suo ultimo grande successo.

Sarebbe tornata all'Aleksandrinskij nella stagione 1899/1900 con i ruoli di Kručinina (Colpevoli senza colpa), Valunova (in un'opera di A. I. Sumbatov) e Kaurova (Una colazione dal maresciallo della nobiltà di I. S. Turgenev). Subì una serie di eventi drammatici, su tutti il suicidio del suo secondo marito. Dopo una grave malattia, morì il 17 ottobre 1903 (4 ottobre secondo il calendario giuliano) a San Pietroburgo, nel giorno da lei considerato come il proprio compleanno.

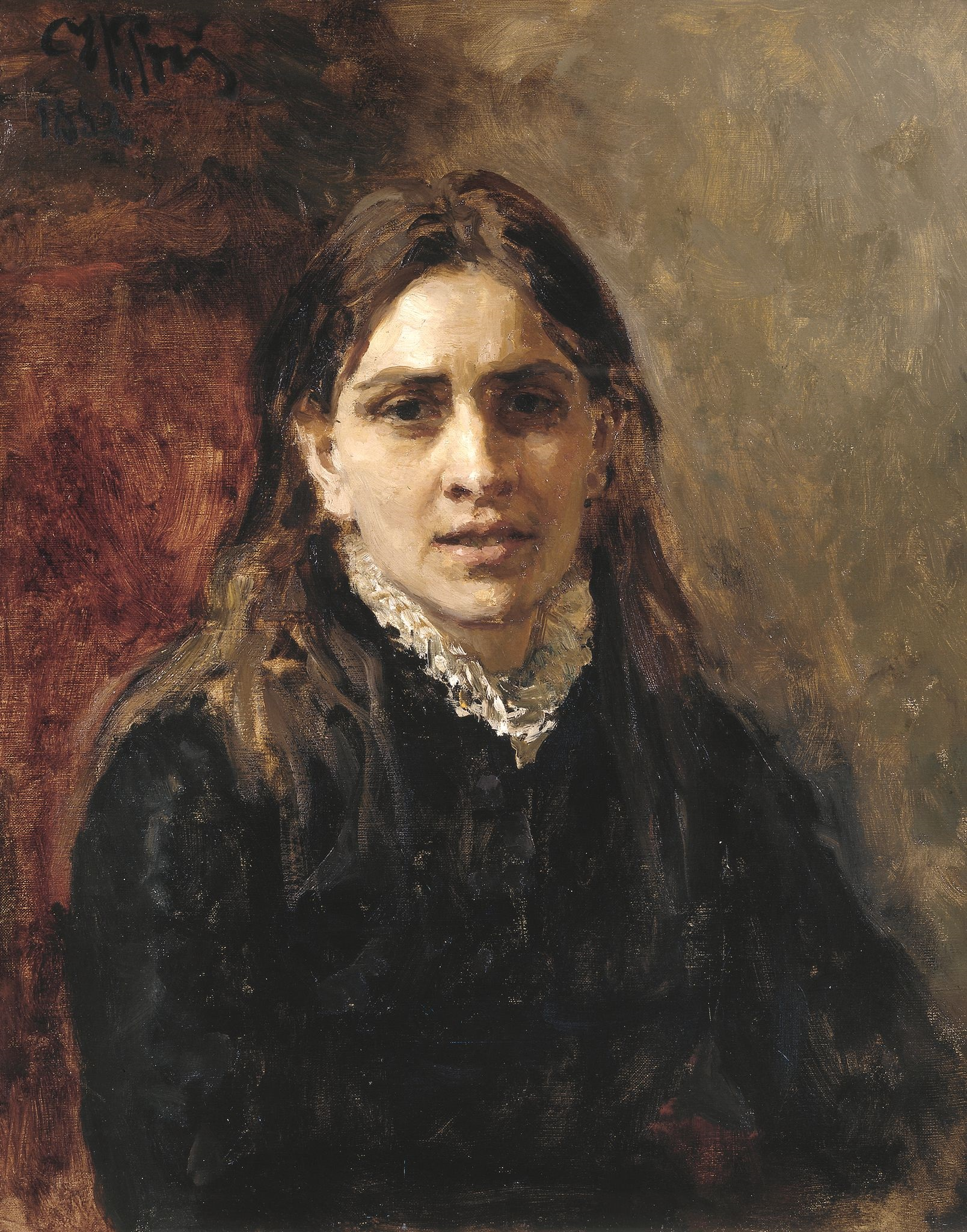
Ritratto dell'attrice Pelageja (Polina) Antip'evna Strepetova di Il'ja Efimovič Repin, 1882, Galleria Tret'jakov

### Vita privata
Sposò il collega Modest Pisarev. Il suo secondo marito si suicidò.

## Eredità
Nel 1934, fu pubblicato un libro di memorie, Vospominanija i pis'ma ("Ricordi e lettere") che rappresentava un quadro dettagliato della vita degli artisti di provincia.

## Accoglienza
Riportò in auge le caratteristiche più importanti della tragedia, costruendo i suoi ruoli sull'estinzione degli impulsi naturali delle sue eroine, il cui destino infausto veniva percepito come inevitabile dallo spettatore, suscitando suspense ed empatia. Partiva da un'interpretazione leggera per poi portare il suo personaggio gradualmente verso la disperazione. I suoi personaggi difendevano i propri sentimenti; erano donne semplici, sofferenti e protestanti. Non era scevra dall'uso dell'improvvisazione, compensando la sua mancata formazione con intuizioni e scoperte personali. Ostrovskij, suo grande sostenitore, ne rimarcò i limiti: «Come talento naturale, questo fenomeno è raro, fenomenale, ma la sfera in cui il suo talento può manifestarsi con particolare brillantezza è estremamente ristretta... Sofferente, povera di forza fisica, di costituzione impropria, ha come mezzo scenico solo una voce flessibile, obbediente e una meravigliosa espressività dello sguardo (...) con i suoi mezzi, le sono disponibili solo quei ruoli nel repertorio drammatico dove non sono richieste né bellezza, né grazia, né modi eleganti, né maestosa rappresentatività.» Il critico A. Kugel non ammirava il suo talento, ma riconobbe che «(...) nessuno era più popolare di lei. Veniva dal popolo e con tutta la sua creatività aspirava al popolo. E sembrava che nella sua Katerina o Lizaveta si rivelasse tutta la più alta verità della vita, qualcosa per cui vale la pena vivere e più in alto di cui non c'è e non può esserci per l'anima russa...»
Si distinse infatti nelle interpretazioni drammatiche delle opere di A.N. Ostrovskij (in particolare i ruoli di Katerina e Mar'ja Andreevna in L'uragano e La fidanzata povera) e di Un amaro destino di A. F. Pisemskij. L'interpretazione di Katerina cambiò nel corso degli anni, seguendo gli umori cangianti della società.